# Idem per idem
Idem per idem - "Те ж саме через те ж саме".
Логічна помилка, яка полягає в тому, що у визначення або у доказ непомітним чином вводиться саме поняття, що визначається чи становище, що доводиться. Часто зустрічається неточне вживання висловлювання в сенсі "все те ж і те ж".